# Green River (zespół muzyczny)
Green River – amerykański zespół muzyczny utworzony w 1984 w Seattle w stanie Waszyngton. Uznawany za prekursora grunge’u.

## Historia
Zespół został utworzony w 1984. Rok później do grupy dołączył Stone Gossard zastępując na miejscu drugiego gitarzysty wokalistę Marka Arma. W tym roku Green River nagrało dwa utwory na kompilację Deep Six wytwórni C/Z. Niedługo potem nadeszła kolejna zmiana w składzie kapeli. Odchodzącego Steve’a Turnera zastąpił Bruce Fairweather. Grupa  później z wytwórnią Sub Pop  wydawała minialbum Dry As A Bone (1987) oraz album studyjny Rehab Doll (1988). Grupa zawiązała niepisaną umowę z Sonic Youth na supportowanie ich zawsze na zachodnim wybrzeżu. Gdy wszystko rozwijało się dobrze, w wyniku kłótni o pieniądze i wpływy grupa rozpadła się dając początek zespołom takim jak Mother Love Bone czy Mudhoney.
Grupę uważa się za pierwszy udokumentowany nagraniami zespół poruszający się w stylistyce grunge’u.

## Dyskografia
- Come On Down(inne języki) (1985, EP)
- Dry As a Bone(inne języki) (1987, EP)
- Rehab Doll(inne języki) (1988)

## Skład
- Mark Arm – wokal, (1984–1988, 1993, 2008–2009)
- Stone Gossard – gitara (1984–1988, 1993, 2008–09)
- Steve Turner – gitara (1984–1985, 1993, 2008–2009)
- Bruce Fairweather – gitara (1985–1988, 2008–2009)
- Jeff Ament – gitara basowa (1984–1988, 1993, 2008–09)
- Alex Vincent – perkusja (1984–1988, 2008–09)
- Chuck Treece – perkusja (1993)